# Collegio di Wansbeck
Wansbeck è stato un collegio elettorale situato nel Northumberland, nel Nord Est dell'Inghilterra, e rappresentato alla Camera dei comuni del Parlamento del Regno Unito. Eleggeva un membro del parlamento con il sistema first-past-the-post, ossia maggioritario a turno unico; il collegio è stato abolito in occasione della revisione periodica del 2024.

## Estensione
- 1918-1950: i distretti urbani di Cramlington, Earsdon, Newbiggin-by-the-Sea, Newburn, Seaton Delaval, Seghill e Whitley and Monkseaton e parte dei distretti rurali di Castle Ward e Morpeth.[1]
- 1983-2024: il distretto di Wansbeck, e i ward del Borough di Castle Morpeth di Hebron Hepscott and Mitford, Morpeth Central, Morpeth Kirkhill, Morpeth North, Morpeth South, Morpeth Stobhill e Pegswood.

## Membri del parlamento
| Elezione | Elezione      | Deputato              | Partito               |
| -------- | ------------- | --------------------- | --------------------- |
|          | 1885          | Charles Fenwick       | Liberale              |
| 1918     | Robert Mason  |                       | Liberale              |
|          | 1922          | George Warne          | Laburista             |
| 1929     | George Shield |                       | Laburista             |
|          | 1931          | Bernard Cruddas       | Conservatore          |
| 1940 (S) | Donald Scott  |                       | Conservatore          |
|          | 1945          | Alfred Robens         | Laburista             |
|          | 1950          | Collegio abolito      | Collegio abolito      |
|          | 1983          | Collegio ri-istituito | Collegio ri-istituito |
|          | 1983          | Jack Thompson         | Laburista             |
| 1987     | Denis Murphy  |                       | Laburista             |
| 2010     | Ian Lavery    |                       | Laburista             |
|          | 2024          | Collegio abolito      | Collegio abolito      |

## Elezioni

### Elezioni negli anni 2010
| Partito                    | Partito                                | Candidato                  | Risultati 12 dicembre 2019 | Risultati 12 dicembre 2019 |
| Partito                    | Partito                                | Candidato                  | Voti                       | %                          |
| -------------------------- | -------------------------------------- | -------------------------- | -------------------------- | -------------------------- |
|                            | Laburista                              | Ian Lavery                 | 17 124                     | 42,27                      |
|                            | Conservatore                           | Jack Gebhard               | 16 310                     | 40,26                      |
|                            | Brexit                                 | Eden Webley                | 3 141                      | 7,75                       |
|                            | Lib Dem                                | Stephen Psallidas          | 2 539                      | 6,27                       |
|                            | Verdi                                  | Steven Leyland             | 1 217                      | 3,00                       |
|                            | Alleanza dei Popoli Cristiani          | Michael Flynn              | 178                        | 0,44                       |
|                            |                                        |                            |                            |                            |
| Iscritti                   | Iscritti                               | Iscritti                   | 63 339                     | 100,00                     |
| ↳ Votanti (% su iscritti)  | ↳ Votanti (% su iscritti)              | ↳ Votanti (% su iscritti)  | 40 509                     | 63,96                      |
| ↳ Astenuti (% su iscritti) | ↳ Astenuti (% su iscritti)             | ↳ Astenuti (% su iscritti) | 22 830                     | 36,04                      |
|                            |                                        |                            |                            |                            |
|                            | Esito: collegio confermato a Laburista |                            |                            |                            |

| Partito                    | Partito                                | Candidato                  | Risultati 8 giugno 2017 | Risultati 8 giugno 2017 |
| Partito                    | Partito                                | Candidato                  | Voti                    | %                       |
| -------------------------- | -------------------------------------- | -------------------------- | ----------------------- | ----------------------- |
|                            | Laburista                              | Ian Lavery                 | 24 338                  | 57,33                   |
|                            | Conservatore                           | Chris Galley               | 13 903                  | 32,75                   |
|                            | Lib Dem                                | Joan Tebbutt               | 2 015                   | 4,75                    |
|                            | UKIP                                   | Melanie Hurst              | 1 483                   | 3,49                    |
|                            | Verdi                                  | Steven Leyland             | 715                     | 1,68                    |
|                            |                                        |                            |                         |                         |
| Iscritti                   | Iscritti                               | Iscritti                   | 62 067                  | 100,00                  |
| ↳ Votanti (% su iscritti)  | ↳ Votanti (% su iscritti)              | ↳ Votanti (% su iscritti)  | 42 454                  | 68,40                   |
| ↳ Astenuti (% su iscritti) | ↳ Astenuti (% su iscritti)             | ↳ Astenuti (% su iscritti) | 19 613                  | 31,60                   |
|                            |                                        |                            |                         |                         |
|                            | Esito: collegio confermato a Laburista |                            |                         |                         |

| Partito                    | Partito                                | Candidato                  | Risultati 7 maggio 2015 | Risultati 7 maggio 2015 |
| Partito                    | Partito                                | Candidato                  | Voti                    | %                       |
| -------------------------- | -------------------------------------- | -------------------------- | ----------------------- | ----------------------- |
|                            | Laburista                              | Ian Lavery                 | 19 267                  | 50,01                   |
|                            | Conservatore                           | Chris Galley               | 8 386                   | 21,77                   |
|                            | UKIP                                   | Melanie Hurst              | 7 014                   | 18,20                   |
|                            | Lib Dem                                | Tom Hancock                | 2 407                   | 6,25                    |
|                            | Verdi                                  | Christopher Hedley         | 1 454                   | 3,77                    |
|                            |                                        |                            |                         |                         |
| Iscritti                   | Iscritti                               | Iscritti                   | 60 578                  | 100,00                  |
| ↳ Votanti (% su iscritti)  | ↳ Votanti (% su iscritti)              | ↳ Votanti (% su iscritti)  | 38 528                  | 63,60                   |
| ↳ Astenuti (% su iscritti) | ↳ Astenuti (% su iscritti)             | ↳ Astenuti (% su iscritti) | 22 050                  | 36,40                   |
|                            |                                        |                            |                         |                         |
|                            | Esito: collegio confermato a Laburista |                            |                         |                         |

| Partito                    | Partito                                | Candidato                  | Risultati 6 maggio 2010 | Risultati 6 maggio 2010 |
| Partito                    | Partito                                | Candidato                  | Voti                    | %                       |
| -------------------------- | -------------------------------------- | -------------------------- | ----------------------- | ----------------------- |
|                            | Laburista                              | Ian Lavery                 | 17 548                  | 45,77                   |
|                            | Lib Dem                                | Simon Reed                 | 10 517                  | 27,43                   |
|                            | Conservatore                           | Campbell Storey            | 6 714                   | 17,51                   |
|                            | BNP                                    | Stephen Finlay             | 1 481                   | 3,86                    |
|                            | UKIP                                   | Linda-Lee Stokoe           | 974                     | 2,54                    |
|                            | Verdi                                  | Nic Best                   | 601                     | 1,57                    |
|                            | Indipendente                           | Malcolm Reid               | 359                     | 0,94                    |
|                            | Cristiano                              | Michael Flynn              | 142                     | 0,37                    |
|                            |                                        |                            |                         |                         |
| Iscritti                   | Iscritti                               | Iscritti                   | 63 052                  | 100,00                  |
| ↳ Votanti (% su iscritti)  | ↳ Votanti (% su iscritti)              | ↳ Votanti (% su iscritti)  | 38 336                  | 60,80                   |
| ↳ Astenuti (% su iscritti) | ↳ Astenuti (% su iscritti)             | ↳ Astenuti (% su iscritti) | 24 716                  | 39,20                   |
|                            |                                        |                            |                         |                         |
|                            | Esito: collegio confermato a Laburista |                            |                         |                         |

### Elezioni negli anni 2000
| Partito                    | Partito                                | Candidato                  | Risultati 5 maggio 2005 | Risultati 5 maggio 2005 |
| Partito                    | Partito                                | Candidato                  | Voti                    | %                       |
| -------------------------- | -------------------------------------- | -------------------------- | ----------------------- | ----------------------- |
|                            | Laburista                              | Denis Murphy               | 20 315                  | 55,19                   |
|                            | Lib Dem                                | Simon Reed                 | 9 734                   | 26,44                   |
|                            | Conservatore                           | Ginny Scrope               | 5 515                   | 14,98                   |
|                            | Verdi                                  | Nic Best                   | 1 245                   | 3,38                    |
|                            |                                        |                            |                         |                         |
| Iscritti                   | Iscritti                               | Iscritti                   | 63 029                  | 100,00                  |
| ↳ Votanti (% su iscritti)  | ↳ Votanti (% su iscritti)              | ↳ Votanti (% su iscritti)  | 36 809                  | 58,40                   |
| ↳ Astenuti (% su iscritti) | ↳ Astenuti (% su iscritti)             | ↳ Astenuti (% su iscritti) | 26 220                  | 41,60                   |
|                            |                                        |                            |                         |                         |
|                            | Esito: collegio confermato a Laburista |                            |                         |                         |

| Partito                    | Partito                                | Candidato                  | Risultati 7 giugno 2001 | Risultati 7 giugno 2001 |
| Partito                    | Partito                                | Candidato                  | Voti                    | %                       |
| -------------------------- | -------------------------------------- | -------------------------- | ----------------------- | ----------------------- |
|                            | Laburista                              | Denis Murphy               | 21 617                  | 57,77                   |
|                            | Lib Dem                                | Alan Thompson              | 8 516                   | 22,76                   |
|                            | Conservatore                           | Rachael Lake               | 4 774                   | 12,76                   |
|                            | Indipendente                           | Michael Kirkup             | 1 076                   | 2,88                    |
|                            | Verdi                                  | Nic Best                   | 954                     | 2,55                    |
|                            | UKIP                                   | Gavin Attwell              | 482                     | 1,29                    |
|                            |                                        |                            |                         |                         |
| Iscritti                   | Iscritti                               | Iscritti                   | 63 101                  | 100,00                  |
| ↳ Votanti (% su iscritti)  | ↳ Votanti (% su iscritti)              | ↳ Votanti (% su iscritti)  | 37 419                  | 59,30                   |
| ↳ Astenuti (% su iscritti) | ↳ Astenuti (% su iscritti)             | ↳ Astenuti (% su iscritti) | 25 682                  | 40,70                   |
|                            |                                        |                            |                         |                         |
|                            | Esito: collegio confermato a Laburista |                            |                         |                         |

## Risultati dei referendum

### Referendum sulla permanenza del Regno Unito nell'Unione europea del 2016
|             | Collegio | Lasciare UE % | Rimanere in UE % |
| ----------- | -------- | ------------- | ---------------- |
|             | Wansbeck | 56,1%         | 43,9%            |
| Inghilterra | 53,3%    | 46,7%         |                  |
| Regno Unito | 51,9%    | 48,1%         |                  |